# Рутинное сопротивление
Рутинное (традиционно-повседневное) сопротивление, или «Оружие слабых» — это форма поведения, которая выражает неявное противостояние власти в государстве или стране (крае, регионе) и проявляется в виде мелкого саботажа, кражи, порчи имущества, распространения сплетен, анекдотов про власть.
Такой тип сопротивления можно обнаружить в авторитарных системах и отношениях властвующих и подвластных. В ситуации, когда массовый публичный протест невозможен, в виду отсутствия ресурсов или юридических, социально-культурных причин, рутинное сопротивление часто является единственной доступной формой сопротивления. Однако стремление даже к такого рода сопротивлению может стать фундаментом для будущей коллективной мобилизации в случае благоприятных условий. Суть «оружия слабых» хорошо передает поговорка испанских крестьян: «Я подчиняюсь, но не повинуюсь».

## История
Концепция «оружия слабых» была разработана североамериканским учёным-антропологом Джеймсом Скоттом, который изучал эволюцию отношений между крестьянами и их нанимателями в регионе Зомия (сельских сообществах Юго-Восточной Азии — в Бирме, Вьетнаме, Малайзии, Индонезии) в 1970-е — 1980-е. В целом же он считал, что его теория подходит почти для всех государств Третьего мира. В современном мире примеры рутинного сопротивления можно встретить в отношениях работника и нанимателя, народа и политика, властвующих и подвластных.

## Критерии
Дж. Скотт выделил четыре признака скрытого сопротивления:
1. отсутствие организованности и частный характер действий;
2. навязанная взаимность между властвующими и подвластными;
3. сокрытие следов действий, направленных на сопротивление;
4. публичная демонстрация лояльности и конформизм частичных заявлений и признаний.

## Критика концепции
Для ортодоксальных марксистских социологов концепция Скотта является новейшей разновидностью популизма, воспевающего способности отсталых социальных масс терпеливо адаптироваться к давлению капитализма и государства. Для либеральных социологов и экономистов Скотт — романтик, старающийся обнаружить какие-то особые — исторически внерыночные — мотивации в поведении людей.